# Edouard Morot-Sir
Édouard Barthelemy Morot-Sir (* 1910 in Autun; † 27. Juni 1993 in New York) war ein französischer Diplomat, Philosoph, Romanist und Literaturwissenschaftler, der in den Vereinigten Staaten wirkte.

## Leben und Werk
Morot-Sir habilitierte sich 1947 (nach Kriegsdienst und Gefangenschaft) mit den beiden Thèses La pensée négative. Recherche logique sur sa structure et ses démarches (Paris 1947) und Philosophie et mystique. Etudes métaphysiques (Paris 1948). Er lehrte an den Universitäten Lille, Bordeaux und Kairo. Im Dienst des französischen Außenministeriums war er in New York von 1952 bis 1956 Leiter der Fulbright-Kommission, von 1956 bis 1969 Kulturattaché der Botschaft. Von 1969 bis 1972 war er Professor für französische Literatur an der University of Arizona in Tucson und von 1972 bis 1982 Kenon Junior Professor of French Civilization an der University of North Carolina in Chapel Hill. Mit René Le Senne gab er die Reihe Caractères. Caractérologie et analyse de la personnalité (Paris 1950-1977) heraus.
Morot-Sir war Ritter der Ehrenlegion. 1988 wurde er in die American Academy of Arts and Sciences gewählt.

## Weitere Werke
- (mit Antoine Adam und Georges Lerminier), Littérature française, 2 Bde., Paris 1967-1968, 1971
- La Pensée française d'aujourd'hui, Paris 1971
- (Hrsg.) René Le Senne (1882-1954), Traité de caractérologie, 8. Auflage, Paris 1973, 1979, 1984, 1989
- La métaphysique de Pascal, Paris 1973
- Pascal, Paris 1973
- „Les Mots“ de Jean-Paul Sartre, Paris 1975
- (Hrsg. mit Howard Harper und Dougald McMillan III) Samuel Beckett, The art of rhetoric, Chapel Hill 1976
- (mit Germaine Brée) Du Surréalisme à l’empire de la critique, Paris 1984, 1990, 1996 (Littérature française, hrsg. von Claude Pichois, Bd. 9; 1996 u. d. T. Histoire de la littérature française)
- The imagination of reference, 2 Bde., Gainesville (Fla) 1993-1995
- La raison et la grâce selon Pascal, Paris 1996